# Piet Smit (zanger)
Piet Smit (1956) is een Zuid-Afrikaanse gospelartiest. Hij heeft vele albums gemaakt waaronder ook enkele Nederlandstalige. Zijn repertoire bestaat uit luisterliedjes met een sfeervolle, voornamelijk akoestische, begeleiding.
In september 2023 maakt Piet weer een concert tour door Nederland.

## Discografie
- Eerste liefde (met Country Trail Band)
- Twee growwe hande
- Ga naar het wonder (met Country Trail Band)
- Na waters waar rus is
- Oproep tot lof
- De zaaier
- Terug naar het licht
- Oesland